# Musso (Italia)
Musso (Müss in dialetto comasco, AFI: /ˈmys/) è un comune italiano di 950 abitanti della provincia di Como in Lombardia.
Musso è famoso per essere stata una delle due roccaforti principali del Medeghino che si insediò nel suo inaccessibile castello.
Sin dall'antichità è luogo di estrazione del marmo di Musso.

## Storia

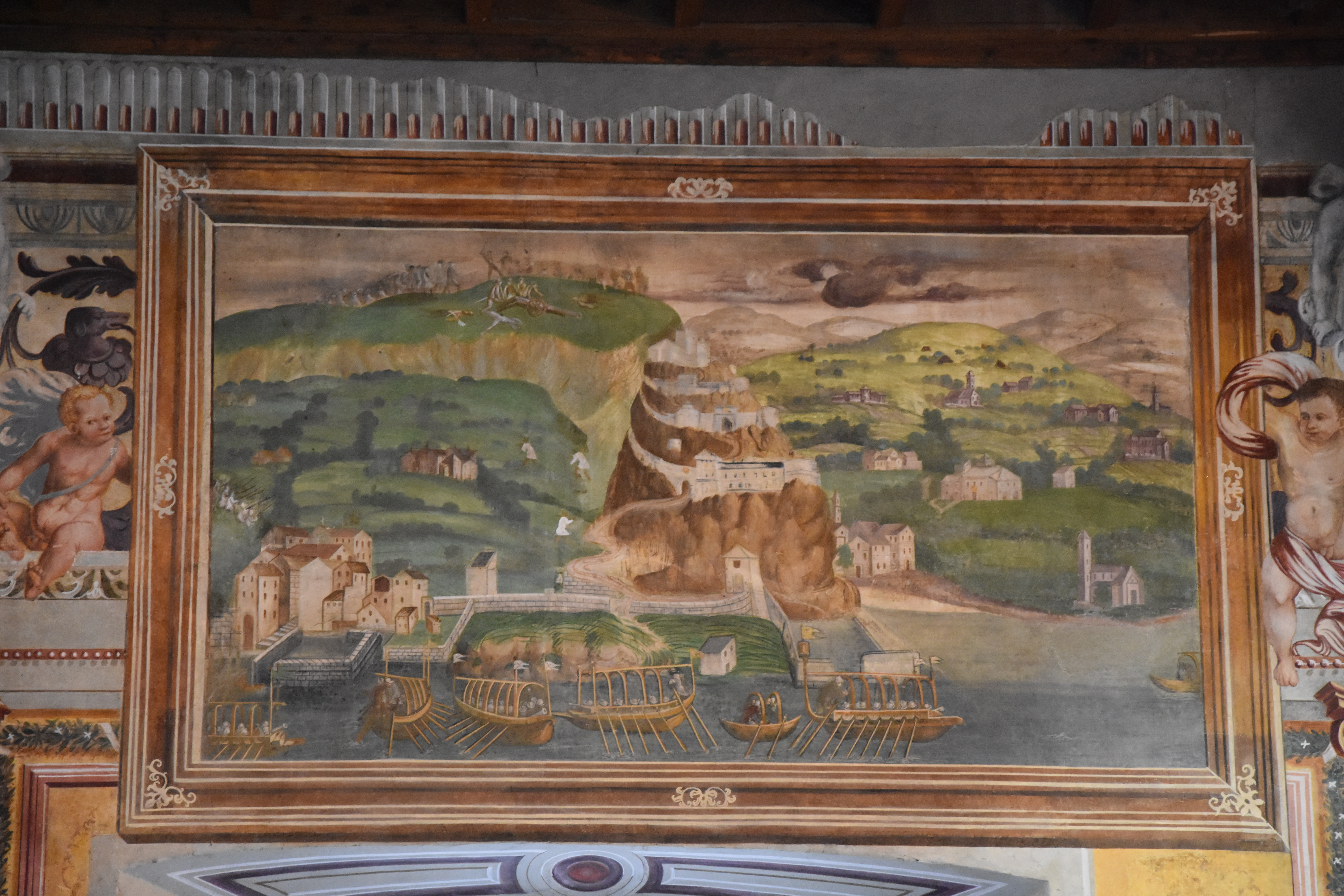
L'abitato e il castello di Musso affrescati nella Sala delle Battaglie del Castello di Melegnano.

Gli annessi agli Statuti di Como del 1335 riportano "Mussio" come il comune che, all'interno della pieve di Dongo, aveva in carico la manutenzione del tratto di via Regina compreso tra Castalora fino al cantonum vinee canonicorum de Dugno.
Sempre inserito nella stessa pieve anche durante il Ducato di Milano, dal 1406 al 1528 e dal 1532 al 1617 Musso fu concesso in feudo alla famiglia dei Malacrida.
Nella breve parentesi di quattro anni in cui, nel XVI secolo, la famiglia non mantenne il beneficio feudale, il comune fu invece infeudato dal condottiero Medeghino, il quale rinforzò l'antico castello del Sasso di Musso in tre punti nevralgici:
- la punta a strapiombo sul lago;
- la località che ora ospita la chiesa di Sant'Eufemia;
- la sommità del Sasso, ove realizzò un fossato (la cosiddetta "Tagliata"[5]) per difendere il castello da tergo.

Il castello fu distrutto nel 1532, con la sconfitta del Medeghino ad opera degli Sforza e dei Confederati Svizzeri durante la guerra di Musso
Nel 1617, i Malacrida passarono il feudo ai Bossi, a cui Musso rimase infeudato fin'oltre la metà del XVIII secolo.
Nel 1751 la giurisdizione del comune di Musso si estendeva ai cassinaggi di Bresciana, Campagnano, Croda, Genico e Terza.
A seguito di un decreto di riorganizzazione amministrativa del Regno d'Italia napoleonico datato 1807, il territorio di Musso divenne parte del comune di Pianello. L'aggregazione fu tuttavia abrogata con la Restaurazione.
Nel 1934 Musso vide un allargamento dei propri confini territoriali, che si estesero fino a comprendere una zona disabitata del comune di Dongo.
Il tratto di strada che collega Musso a Dongo fu teatro della cattura di Mussolini il 27 aprile 1945.

### Simboli
Lo stemma comunale e il gonfalone sono stati approvati dall'amministrazione comunale guidata dal podestà Vitaliano Salice nel 1931 e concessi con regio decreto del 23 luglio 1937.
Con i tre castelli si vuole ricordare la possente costruzione edificata presso il Sasso, nota località di Musso, e con la corona il titolo di marchesato riconosciuto da Carlo V il 25 maggio 1528.
Il gonfalone è un drappo di azzurro.

## Monumenti e luoghi d'interesse

### Architetture religiose

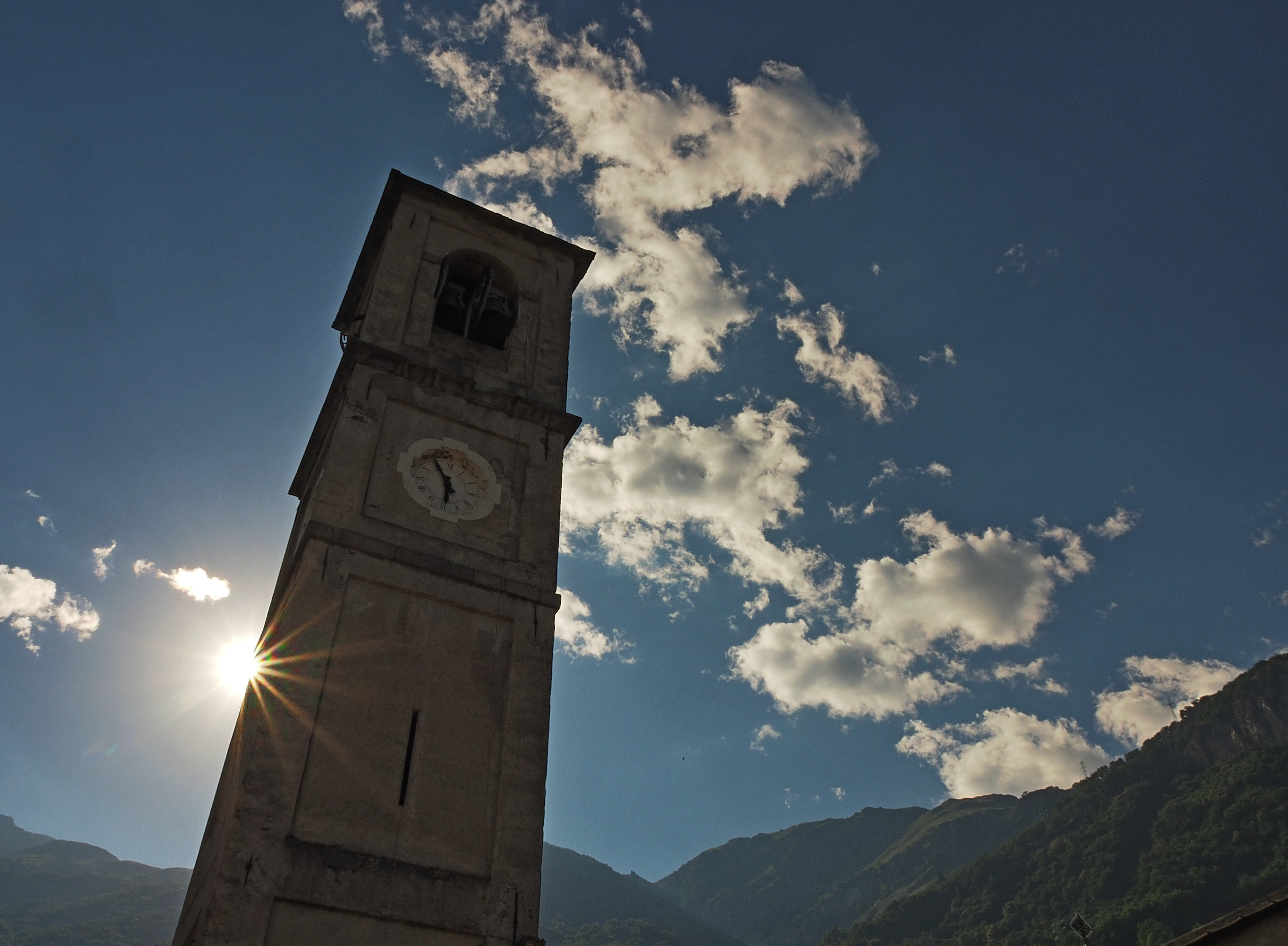
Campanile della Chiesa di San Biagio

#### Chiesa di San Biagio
Di origine medidevale, la chiesa di San Biagio è attestata come sede di una parrocchia dal 1387, anno in cui la dedicazione della chiesa smise di essere "San Nazaro".
La trecentesca chiesa fu oggetto di importanti ristrutturazioni nei secoli XV e XVI.
Un intervento di ristrutturazione del 1507 riguardò la realizzazione di tre navate divise da colonne, oltre alla realizzazione di una copertura a capriate per la navata centrale e a volte per le due laterali.
Esternamente, la chiesa si presenta con una facciata coronata da archetti pensili, la quale in periodo di Controriforma fu dipinta a finto bugnato con colori vivaci. Nella facciata si aprono due finestre e tre portali a tutto sesto, questi ultimi sormontati da lunette affrescate. Sul retro, un'abside semicircolare decorata da archetti pensili in stile tardoromanico.
Internamente, un altare maggiore in stile neoclassico (1828) e affreschi ottocenteschi realizzati sopra a pitture più antiche.
Sul lato destro della chiesa si trova il sagrato, il quale ospita un porticato, un'antica vasca battesimale in marmo (XI secolo) e stemmi e tombe della famiglia Malacrida. Sullo stesso lato si trova il campanile del 1730.

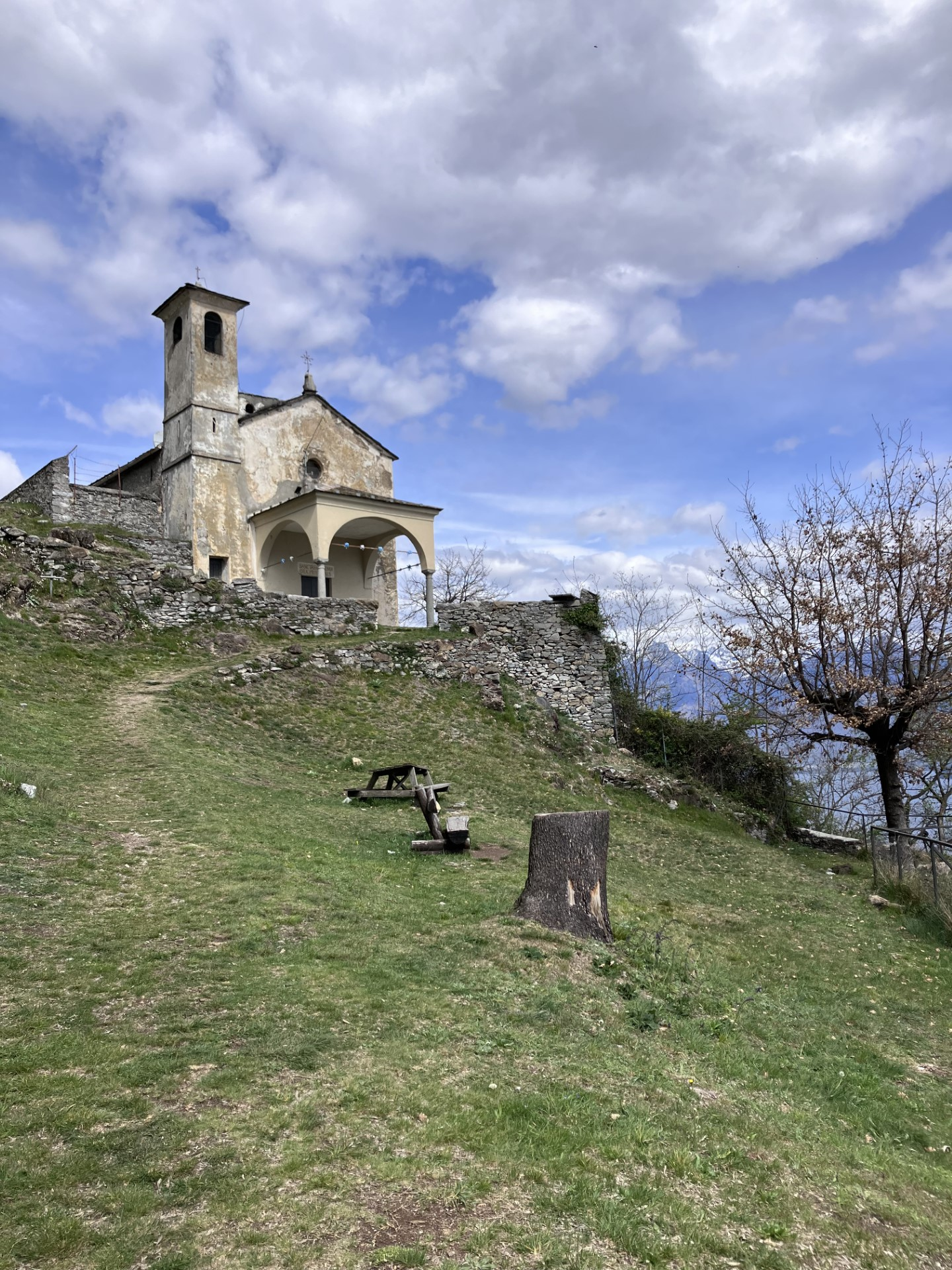
Chiesa di Sant'Eufemia e Giardino del Merlo

#### Chiesa di Sant'Eufemia
Una balza del Sasso di Musso ospita la chiesetta di Sant'Eufemia (XVII secolo), in origine probabilmente dedicata a San Childerico.
Situata in posizione dominante sugli abitanti di Musso e di Dongo, la chiesa si presenta con una facciata preceduta da un porticato con due colonne, sulla quale è riportanta la data del 1662.
La chiesa fa parte del cosiddetto "Giardino del Merlo", realizzato tra il 1858 e il 1883 ai confini con Dongo.

### Architetture civili
- VIlla Orombelli (XVIII secolo)[19]
- Ruderi del castello di Musso, nei pressi della chiesa di Sant'Eufemia.[5]

### Aree naturali
Nella seconda metà dell'Ottocento Giuseppe Manzi realizzò il "Giardino del Merlo", comprensivo di oltre 120 specie di piante esotiche, oltre che a piccoli ponti, grotte, gallerie e giochi d'acqua. Per la realizzazione, il Manzi si ispirò ad alcuni giardini osservati in Liguria, regione ove si era recato per affari.

## Società

### Evoluzione demografica

#### Demografia pre-unitaria
- 1751: 350 abitanti[6]
- 1771: 403 abitanti[20]
- 1805: 525 abitanti[9]
- 1809: 493 abitanti (prima dell'aggregazione a Pianello)[9]
- 1853: 732 abitanti[10]

#### Demografia post-unitaria
Abitanti censiti

### Esplicative
1. ↑  Per il dialetto comasco, si utilizza l'ortografia ticinese, introdotta a partire dal 1969 dall'associazione culturale Famiglia Comasca nei vocabolari, nei documenti e nella produzione letteraria.

### Bibliografiche
1. 1 2   Bilancio demografico mensile anno 2024 (dati provvisori), su demo.istat.it, ISTAT.
2. ↑   Classificazione sismica (XLS), su rischi.protezionecivile.gov.it.
3. ↑   Tabella dei gradi/giorno dei Comuni italiani raggruppati per Regione e Provincia (PDF), in Legge 26 agosto 1993, n. 412, allegato A, Agenzia nazionale per le nuove tecnologie, l'energia e lo sviluppo economico sostenibile, 1º marzo 2011,  p. 151. URL consultato il 25 aprile 2012 (archiviato dall'url originale il 1º gennaio 2017).
4. ↑   AA. VV., Dizionario di toponomastica. Storia e significato dei nomi geografici italiani., Milano, Garzanti, 1996,  p. 435, ISBN 88-11-30500-4.
5. 1 2 3 4 5 6 7 8  Borghese, p. 325.
6. 1 2 3 4 5 6   Comune di Musso, sec. XIV - 1757, su Istituzioni storiche – Lombardia Beni Culturali. URL consultato il 9 maggio 2020.
7. 1 2 3 4 5 6 7 8 9 10 11 12 13 14   Storia del Comune, su Comune di Musso. URL consultato il 9 maggio 2020.
8. ↑  Belloni et al., p. 30.
9. 1 2 3   Comune di Musso, 1798 - 1809, su Istituzioni storiche – Lombardia Beni Culturali. URL consultato il 9 maggio 2020.
10. 1 2   Comune di Musso, 1816 - 1859, su Istituzioni storiche – Lombardia Beni Culturali. URL consultato il 9 maggio 2020.
11. ↑   Comune di Musso, 1859 - [1971], su Istituzioni storiche – Lombardia Beni Culturali. URL consultato il 9 maggio 2020.
12. 1 2   Musso, su Stemmi dei Comuni della Provincia di Como. URL consultato il 5 novembre 2022.
13. ↑   Musso, decreto 1937-07-23 RD, concessione di stemma e gonfalone, su Archivio Centrale dello Stato. URL consultato il 5 novembre 2022.
14. ↑  Belloni et al., p. 138.
15. 1 2 3 4   Amministrazione Provinciale di Como (a cura di), MUSSO S. BIAGIO, in pannello esplicativo all'esterno del monumento.
16. ↑   Parrocchia di San Biagio, sec. XIV - [1989], su Istituzioni storiche – Lombardia Beni Culturali. URL consultato il 9 maggio 2020.
17. ↑   Chiesa di S. Biagio - complesso, Via Regina - Musso (CO), su Architetture – Lombardia Beni Culturali. URL consultato il 9 maggio 2020.
18. ↑   Fonte battesimale XI Sec., in pannello esplicativo all'esterno del monumento.
19. ↑   Villa Orombelli - complesso, Via Regina, 2(p),4 - Musso (CO), su Architetture – Lombardia Beni Culturali. URL consultato il 9 maggio 2020.
20. ↑   Comune di Musso, 1757 - 1797 – Istituzioni storiche – Lombardia Beni Culturali, su lombardiabeniculturali.it. URL consultato il 9 maggio 2020.
21. ↑  Statistiche I.Stat ISTAT  URL consultato in data 28-12-2012.
Nota bene: il dato del 2021 si riferisce al dato del censimento permanente al 31 dicembre di quell'anno. Fonte:  Popolazione residente per territorio - serie storica, su esploradati.censimentopopolazione.istat.it.